# Station Gnesta
Gnesta is een treinstation in de gelijknamige plaats in Zweden op 66 km ten zuiden van Stockholm C. Het is het zuidelijke eindpunt van lijn 48 van de pendeltåg net over de grens tussen Stockholms län en Södermans län.